# Quattro задвижване
Quattro е система за пълноприводно задвижване за автомобил. Пуснатa е в масово производство от Audi през 1980 и е първата по рода си 4х4 система в лек автомобил. Осигурявайки голяма управляемост и стабилност на пътя Audi quattro постига големи успехи в състезанията от Group B, провеждани до 1985 година. Има 4 поколения quattro, като при последните 2 е променяна главно електрониката. За среден диференциал при quattro е използван така наречения Torsen (TORque SENsing) по подобие на Subaru диференциал с междуосев диференциал. При автоматичната скоросттна кутия се допълва с многодискова фрикционна муфа.